# Kuršumlijska Banja (zdravilišče)
Kuršumlijska Banja je naravno zdravilišče na nadmorski višini 442 mnm v kotlinici pod Kopaonikom v južni Srbiji, kjer številni topli vrelci z visoko temperaturo ustvarjajo , sorazmerno nadmorski višini , blago podnebje.

## Lega
Kotlina v kateri se nahaja zdravilišče je suha, sončna, brez vlage in močnih vetrov. Kraj, mimo katerega poteka avtocesta, je oddaljen od mesta Kuršumilja okoli 7 ter Niša 70, in Prištine pa okoli 60 km.

## Naravno zdravilno sredstvo
Naravno zdravilno sredstvo so žveplene alkalno-kisle hiperterme s temperaturo vode med 38 in 64ºC, ki izvira v 10 vrelcih in mineralno blato. Zdravljenje se izvaja s kopelmi v bazenih in banjah.

## Indikacije
Rehabilitacija lokomotornega sestava, revmatične in ginekološke bolezni, prebavne motnje, bolezni srca, ožilja in kožne bolezni.

## Kontraindkacije
Težja srčna obolenja, težje okvare jeter in trebušne slinavke.

## Okolica
V bližini zdravilišča se nahaja naravna redkost »Djavolja varoš« (»Hudičev grad«); piramide narejene iz prsti.